# Chutes Browne
Les chutes Browne, en anglais Browne Falls, sont des chutes d'eau de Nouvelle-Zélande.

## Caractéristiques
Les chutes Browne sont constituées de six sauts dont le plus grand mesure 244 mètres ; au total, la chute d'eau mesure 836 mètres de hauteur pour 12 mètres de largeur.
Les chutes sont nommées d'après Victor Carlyle Browne, le photographe aérien qui a découvert le lac Browne et les chutes associées lors d'un vol dans les années 1940.

## Localisation
Les chutes Browne sont situées au sud-ouest de l'île du Sud, en Nouvelle-Zélande, dans le parc national de Fiordland. Elles se jettent dans le Doubtful Sound.
La cascade est alimentée par un lac de montagne, le lac Browne.